# Жасмин лікарський
Жасмин лікарський (Jasminum officinale) — багаторічна рослина родини маслинових. Інші назви «жасмин білий», «жасмин справжній», «жасмин поетів». У народі має численні прізвиська «Король запахів», «Цариця ночі», «Місячне сяйво любові», «Наречена».

## Опис
Багаторічна рослина заввишки до 3 м. Подовжені, плетисті стебла всіяні складним листям з 5-9 листочків. Квітки цієї рослини зібрані в суцвіття завдовжки 5-8 см на кінцях пагонів. Квітки цього жасмину білого кольору, духмяні, виділяють сильний аромат.
У рослині міститься велика кількість кислот: бензойна, мурашина і саліцилова. Крім цього в лікарському жасмині міститься евгенол — запашна речовина, що використовується у фармацевтиці та парфумерії. Евгенол є природним антидепресантом, здатним нормалізувати роботу нервової системи. Він входить до складу багатьох знеболюючих препаратів і антисептиків.

## Вирощування
Це досить витривала рослина, яку цілий рік можна вирощувати в саду. Втім за умови, якщо вона росте на сонячному, захищеному від морозу та вітру місці. Крім того, жасмин лікарський можна вирощувати в теплиці або оранжереї. Влітку рослина віддає перевагу температурі в межах 20-24°С.
Жасмин лікарський, що зростає у великому квітковому горщику, може стояти на вулиці, найкраще біля стіни, балюстради або за огорожею, які одночасно будуть слугувати рослині опорою. У будинку жасмин лікарський зазвичай вирощують на кілочку, встановленому в центрі квіткового горщика. Квіточки з'являються з червня по жовтень.
Головний спосіб розмноження цієї рослини — це живцювання. Подібну процедуру виконують навесні або восени. Жасмин розмножують верхівковими і стебловими живцями. Після закінчення цвітіння головне стебло лікарського жасмину вкорочують, але не дуже сильно. Жасмин воліє поживну компостну землю. Рослини пересаджують після закінчення цвітіння. Пересадки потребують рослини, чиє коріння цілком заповнило горщик.
Навесні і влітку жасмин лікарський потребує рясного поливу. Взимку рослина потребує помірного поливу. Під час вегетаційного сезону жасмин лікарський раз на тиждень або раз на два тижні підгодовують комплексними універсальними добривами.

## Застосування
В давнину давньокитайські та античні медики за допомогою цього жасмину лікували безсоння, простуду і навіть використовували в ритуалах для залучення добробуту. Натепер ця рослина широко використовується в парфумерній промисловості, застосовується в народній і традиційній медицині.
Квітки жасмину іонізують приміщення, в яких вони ростуть. Аромат жасмину сприятливо позначається на самопочутті людей. Вважається, що запах жасмину надає заспокійливу дію, знімає нервову напругу, знижує агресію, покращує сон. У багатьох південних країнах жасмин вирощують в промислових масштабах. Квіти жасмину додають до чаю. Такий чай сприятливо позначається на працездатності, покращує настрій. Чай з лікарським жасмином приносить особливе задоволення за рахунок свіжого аромату. Засушені квіти так само додають для ароматизації ванн, наповнюють ними подушечки, які кладуть в узголів'я ліжка для спокійного, міцного сну.
З квітів жасмину отримують ефірну олію, яка широко використовується в парфумерній промисловості. Олія жасмину входить до складу багатьох композицій парфумів як для жінок, так і для чоловіків. Крім цього олій лікарського жасмину використовують при виготовленні косметичних засобів: кремів, масажних олій і ін. Ефірна олія цього жасмину має також лікувальні властивості. Його використовують для загоєння ран, при головних болях, як антидепресант. Масажні олійки з додаванням олії жасмину зменшують м'язові болі, покращують кровообіг, знімають судоми.
Як і інші квіти, жасмин може викликати алергію. З обережністю треба ставитися до жасмину гіпотонікам (при регулярному використанні квіти жасмину здатні знижувати кров'яний тиск), не бажано вживати жасмин людям, що страждають виразкою шлунка.
У лікувальних цілях використовуються всі частини рослини: квітки, стебла, листя і навіть коріння. Незважаючи на те, що в корені жасмину міститься отруйна речовина C22H14NO2, що надає паралітичну дію, в помірних пропорціях його використовують як знеболююче.

## Поширення
Батьківщиною цієї рослини вважають Китай, Малу Азію та Іран. Втім зростає також на Кавказі, в Європі, північній та Південній Америці.